# 가톨릭 백과사전
가톨릭 백과사전(영어: Catholic Encyclopedia 또는 The Catholic Encyclopedia: An International Work of Reference on the Constitution, Doctrine, Discipline, and History of the Catholic Church)은 1913년에 The Encyclopedia Press가 출판한 영어 백과사전이다. 오늘은 다른 가톨릭 백과사전인 신 가톨릭 백과사전(New Catholic Encyclopedia)과 구별하기 위해 구 가톨릭 백과사전(Old Catholic Encyclopedia 또는 Original Catholic Encyclopedia)이라고도 불린다.
현재는 퍼블릭 도메인으로, 인터넷상에서 무료로 공개되어 있다.
1905년 1월 11일, 5명의 편집자 찰스 G. 허버먼, 에드워드 A. 페이스, 콘데 B. 팰런, 토머스 J. 샤한, 존 J. 윈에 의해 백과사전이 쓰이기 시작하였다.